# Erica (videogioco)
Erica è un videogioco-film interattivo del 2019 sviluppato dalla Flavourworks e pubblicato dalla Sony Interactive Entertainment. È stato rilasciato per PlayStation 4 il 19 agosto 2019, per iPad ed iPhone il 16 dicembre 2020, mentre dal 21 gennaio del 2021 il gioco è stato reso libero da scaricare, con acquisti in app per continuare a giocare dopo l'inizio, e su Steam il 25 maggio dello stesso anno.

## Modalità di gioco
Il gioco è un thriller interattivo dove il giocatore può influenzare il corso del racconto in base alle scelte compiute nei diversi bivi narrativi. Erica può essere giocato sia utilizzando un'apposita applicazione, scaricabile sul proprio smartphone usando PlayLink, sia usando il touchpad del controller della PlayStation 4.

## Trama
Il gioco ha come personaggio principale Erica Mason, interpretata dall'attrice Holly Earl. Erica è una giovane donna alle prese con gli incubi della sua infanzia e che sta cercando di svelare la verità sul passato oscuro della sua famiglia. La narrazione inizia con Erica che rivive l'omicidio di suo padre e tenta di identificare il suo assassino da queste visioni. Quando riceve una mano mozzata per posta da un misterioso mittente, Erica prende contatto con la polizia e torna temporaneamente a Delphi House, un manicomio dove i suoi genitori hanno lavorato quando erano vivi. Lì, incontra persone del passato di suo padre, così come diverse giovani donne che soggiornano a Delphi House, e inizia a svelare il mistero dietro la Delphi House, l'uccisione di suo padre e un simbolo misterioso che appare durante il gioco.

## Accoglienza
| Testata                          | Giudizio |
| -------------------------------- | -------- |
| Metacritic (media al 19-01-2021) | 69/100   |
| Everyeye.it                      | 8/10     |

Erica ha avuto una generale critica positiva, grazie all'intrigante storia e il tratto cinematografico della produzione. Il gioco ha vinto i Game Audio Network Guild Awards del 2020 come "Miglior Colonna Sonora Interattiva" e "Miglior Brano Strumentale Originale".